# Stacey Abrams
Stacey Yvonne Abrams, née le 9 décembre 1973 à Madison dans le Wisconsin, est une femme politique américaine. Elle est la cheffe de la minorité démocrate à la Chambre des représentants de Géorgie de 2011 à 2017.
Elle est également romancière sous le nom de plume de Selena Montgomery.

## Éléments de biographie
Stacey Abrams est la fille de Robert et de Carolyn Abrams, natifs de Hattiesburg dans le Mississippi.

### Éducation, études
Après ses études secondaires, elle est acceptée au Spelman College (en), d'Atlanta, où elle obtient un Bachelor of Arts (licence) avec la mention cum laude. Elle est reçue à l'université du Texas à Austin, où elle obtient un Master of Public Affairs (en)(M.P.Aff.) de politique publique. Puis elle est admise à l'université Yale, où elle soutient avec succès le juris doctor (diplôme universitaire en droit dit post-graduate, attribué après un cursus de trois ans).

### Écrivaine et actrice
Sous le nom de Selena Montgomery,, elle a publié huit romans « sentimentaux à suspense », .
Elle fait une brève apparition dans le dernier épisode de la saison 4 de Star Trek: Discovery, où elle incarne la présidente de la Terre.

### Engagements politiques
Stacey Abrams se bat contre les discriminations dans le domaine politique touchant les femmes et les gens de couleur.
Elle est considérée comme une « progressiste » et est soutenue par Bernie Sanders.
En 2018, elle est candidate démocrate au poste de gouverneur de Géorgie lors des élections de 2018, elle est la première femme afro-américaine candidate à un poste de gouverneur pour un grand parti aux États-Unis. Son adversaire républicain Brian Kemp fait une campagne de disqualification, en l'accusant d'incurie financière. Elle est finalement battue à l'issue de cette élection en obtenant 48,8 % des voix contre 50,2 % au républicain Brian Kemp. Ce dernier est élu après qu'eu lieu une purge des registres électoraux (Voter suppression), excluant un nombre important d'électeurs noirs.

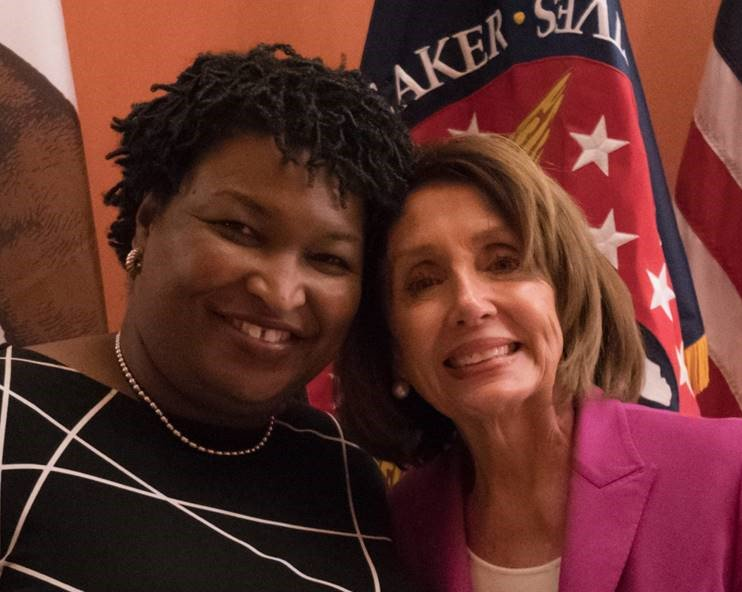
Stacey Abrams et la présidente de la Chambre des représentants Nancy Pelosi en 2019.

Elle reste néanmoins populaire au sein du Parti démocrate. En 2019, celui-ci la désigne en effet pour exercer le droit de réponse du parti au discours sur l'état de l'Union du président Donald Trump. En 2019 également, elle contribue à fonder Fair Fight Action, une organisation visant à lutter contre les purges des registres électoraux de personnes ayant le droit de vote, et contre le refus d'inscription sur les registres électoraux de nouveaux votants.
Lors de l'élection présidentielle américaine de 2020, elle est considérée par de nombreux médias comme ayant eu un rôle fondamental dans les bons résultats obtenus en Géorgie par Joe Biden,, en dépit des efforts de l'équipe de Donald Trump pour fausser les résultats des élections en Géorgie[non neutre] (scandale électoral Trump-Raffensperger)[réf. nécessaire].

## Œuvres

### Sous le nom de Selena Montgomery
- (en) Rules Of Engagement, Harlequin, 1er mai 2001, 350 p. (ISBN 978-1-58314-224-0)
- (en) The Art Of Desire, Harlequin Kimani Arabesque, 25 décembre 2001, 288 p. (ISBN 978-1-58314-264-6)
- (en) Power Of Persuasion, Harlequin Kimani Arabesque, 25 octobre 2002, 284 p. (ISBN 978-1-58314-265-3)
- (en) Never Tell, Martin's Paperbacks, 14 juin 2004, 352 p. (ISBN 978-0-312-99306-1)
- (en) Hidden Sins, HarperTorch, 25 avril 2006, 384 p. (ISBN 978-0-06-079849-9)
- (en) Secrets and Lies, Avon, 26 décembre 2006, 384 p. (ISBN 978-0-06-079851-2)
- (en) Reckless, Avon, 24 juin 2008, 374 p. (ISBN 978-0-06-137603-0, lire en ligne)
- (en) Deception, Avon, 31 mars 2009, 384 p. (ISBN 978-0-06-137605-4)

### Sous le nom de Stacey Abrams
- (en) Minority Leader : How to Lead from the Outside and Make Real Change, New York, Henry Holt & Company, 24 avril 2018, 272 p. (ISBN 978-1-250-19129-8, présentation en ligne, lire en ligne).
- (en) Our Time Is Now : Power, Purpose, and the Fight for a Fair America, New York, Holt, Henry & Company, Inc., 9 juin 2020, 304 p. (ISBN 978-1-250-25770-3)